# Buglossidium luteum
Buglossidium luteum е вид лъчеперка от семейство Soleidae. Видът не е застрашен от изчезване.

## Разпространение и местообитание
Разпространен е в Албания, Алжир, Белгия, Босна и Херцеговина, Великобритания, Габон, Германия, Гърция, Дания, Египет, Израел, Ирландия, Испания, Италия, Кипър, Либия, Ливан, Малта, Мароко, Монако, Намибия, Нидерландия, Норвегия, Португалия, Сирия, Словения, Сърбия, Тунис, Турция, Франция, Хърватия, Черна гора и Швеция.
Среща се на дълбочина от 9 до 271 m, при температура на водата от 6,5 до 12,3 °C и соленост 30,2 – 35,5 ‰.

## Описание
На дължина достигат до 15 cm.
Продължителността им на живот е около 13 години.